# Laugarás
Laugarás é uma localidade na Islândia. Em 2018 tinha uma população de cerca de 116 habitantes.